# Droga krajowa B26 (Niemcy)
Droga krajowa 26 (niem. Bundesstraße 26, B 26) – niemiecka droga krajowa przebiegająca  ze północy na południe z Wolfskehlen przez Darmstadt, Aschaffenburg, Karlstadt, Schweinfurt, Haßfurt, do Bambergu w Bawarii.

## Miejscowości leżące przy B26

### Hesja
Wolfskehlen, Griesheim, Darmstadt, Roßdorf, Groß-Zimmern, Dieburg, Münster-Altheim, Babenhausen.

### Bawaria
Stockstadt am Main, Aschaffenburg, Goldbach, Hösbach, Laufach, Rechtenbach, Lohr am Main, Neuendorf, Gemünde am Main, Adelsberg, Karlstadt, Stetten, Thüngen, Binsfeld, Halsheim, Müdesheim, Arnstein, Mühlhausen, Zeuzleben, Werneck, Bergrheinfeld, Schweinfurt, Schonungen, Gädheim, |Untertheres, Theres, Haßfurt, Zeil am Main, Ebelsbach, Eltmann, Trunstadt, Viereth-Trunstadt, Bischberg, Bamberg.

## Historia
W 1840 r. oddano do użytku drogę o utwardzonej nawierzchni pomiędzy Aschaffenburgiem a Roßdorfem. Prace trwały od 1780 r. W latach 1815–1842 utwardzano systematycznie fragmenty drogi z Bambergu do Schweinfurtu, która zyskała sobie miano drogi nie do przebycia. Wyznaczona w 1932 r. Reichsstrasse 26 wielokrotnie zmieniała swój bieg.